# Giulio Casanova
Giulio Casanova (Minerbio, 1875 – Bologna, 1961) è stato un architetto e ceramista italiano.

## Biografia

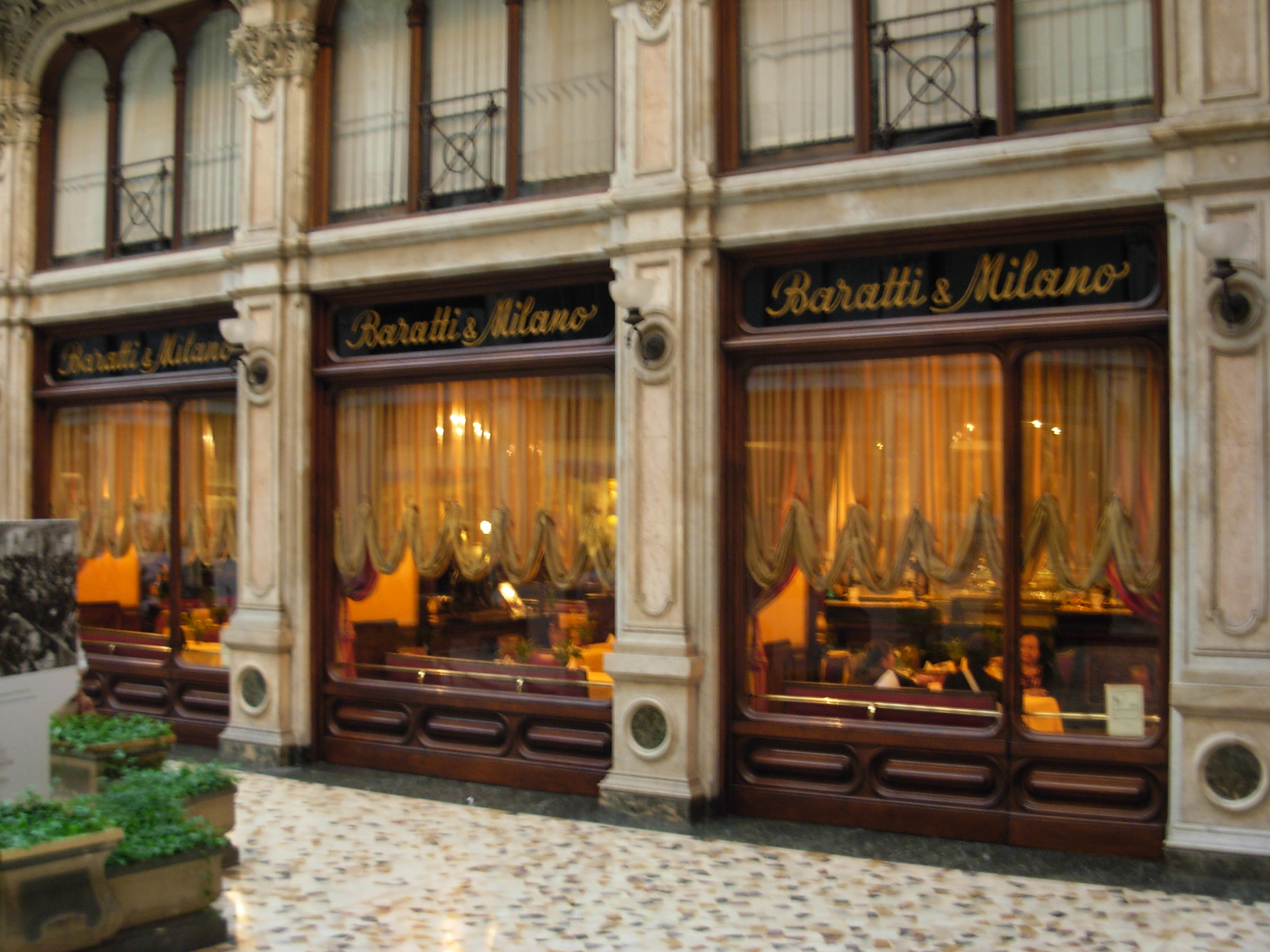
Il Caffè Baratti & Milano

Fu notevole esponente, con Achille Casanova suo fratello, dell'epoca di passaggio dal neorinascimento al liberty al déco.
Laureato in architettura, applicò l'ornato al progetto di diversi edifici. Nel 1899 a Bologna fu tra i fondatori della Aemilia Ars, che applicò lo studio e la ripresa delle tradizioni delle arti applicate anche all'oggettistica, alla produzione di merletti, di ricami e di decorazione ceramica. 
Fu professore di ornato all'Accademia Albertina di Torino dalla fine degli anni dieci: suoi numerosi progetti di arredi di edifici, di locali e di oggetti per enti pubblici (istituti "Maria Laetitia" e "Margherita di Savoia", 1905, il caffè "Baratti&Milano" le cui decorazioni plastiche sono dello scultore Edoardo Rubino, 1911-12, "Romana Bass" del 1918, il Gonfalone della città di Torino nel 1911). Su commissione dello Stato progettò l'arredo e la decorazione delle tre carrozze del Treno Reale (1925) realizzato in buona parte con tappeti prodotti nel villaggio armeno di Nor Arax a Bari e di edifici religiosi. 
Nel 1931 progettò la teca per la Sacra Sindone nel Duomo di Torino; nel 1933 il gonfalone dell'Università di Torino.